# Pinaceae
Le Pinacee (Pinaceae Lindley 1836) sono una famiglia di alberi dell'ordine Pinales, che hanno in comune il fatto che le foglie sono aghiformi.

## Descrizione
Solitamente sono piante sempreverdi, fanno eccezione i larici (Larix e Pseudolarix). In relazione ai loro organi riproduttivi sono piante monoiche.
- aghi inseriti singolarmente sui ramuli
  - aghi appiattiti, disposti solitamente in due o più serie opposte
    - pigne erette: Abies (per es. abete bianco)
    - pigne pendule: Pseudotsuga o Tsuga

  - aghi a sezione rombica, disposti tutt'intorno ai rami, con pigne pendule: Picea (per es. abete rosso)
- Aghi riuniti in mazzetti da 2-3-5 o 10-40
  - mazzetti di 2-3-5 aghi: Pinus (per es. pino silvestre, pino da pinoli)
  - mazzetti di 10-40 aghi
    - sempreverdi: Cedrus
    - perde gli aghi in autunno: Larix (per es. larice comune)

## Sistematica
La famiglia comprende i seguenti generi e specie:
- Abies
  - Abies alba Mill. - abete bianco
  - Abies amabilis (Douglas) Douglas ex J.Forbes - abete amabile
  - Abies balsamea (L.) Mill. - abete balsamico
  - Abies beshanzuensis M.H.Wu - abete di Baishanzu
  - Abies × borisii-regis Mattf. - abete bulgaro
  - Abies bracteata (D.Don) Poit. - abete di Santa Lucia
  - Abies cephalonica Loudon - abete di Cefalonia
  - Abies chensiensis Tiegh. - abete di Shensi
  - Abies cilicica (Antoine & Kotschy) Carrière - abete della Cilicia
  - Abies concolor (Gordon) Lindl. ex Hildebr. - abete bianco del Colorado
  - Abies delavayi Franch. - abete di Delavay
  - Abies densa Griff. - abete del Bhutan
  - Abies durangensis Martínez - abete del Durango
  - Abies fabri (Mast.) Craib - abete di Faber
  - Abies fanjingshanensis W.L.Huang, Y.L.Tu & S.Z.Fang - abete del Fanjingshan
  - Abies fargesii Franch. - abete di Farges
  - Abies firma Siebold & Zucc. - abete giapponese
  - Abies flinckii Rushforth - abete messicano
  - Abies forrestii Coltm.-Rog. - abete di Forrest
  - Abies fraseri (Pursh) Poir. - abete di Fraser
  - Abies grandis (Douglas ex D.Don) Lindl. - abete bianco americano
  - Abies guatemalensis Rehder - abete del Guatemala
  - Abies hickelii Flous & Gaussen - abete di Hickel
  - Abies hidalgensis Debreczy, I.Rácz & Guízar
  - Abies holophylla Maxim. - abete di Manciuria
  - Abies homolepis Siebold & Zucc. - abete di Nikko
  - Abies jaliscana (Martínez) Mantilla, Shalisko & A.Vázquez
  - Abies kawakamii (Hayata) Ito - abete di Taiwan
  - Abies koreana E.H.Wilson - abete coreano
  - Abies lasiocarpa (Hook.) Nutt. - abete delle rocce
  - Abies magnifica A.Murray bis - abete rosso della California
  - Abies mariesii Mast. - abete di Maries
  - Abies nebrodensis (Lojac.) Mattei - abete siciliano, abete dei Nebrodi
  - Abies nephrolepis (Trautv. ex Maxim.) Maxim. - abete di Khinghan
  - Abies nordmanniana (Steven) Spach - abete del Caucaso
  - Abies numidica de Lannoy ex Carrière - abete algerino
  - Abies pindrow (Royle ex D.Don) Royle - abete di Pindrow
  - Abies pinsapo Boiss. - abete spagnolo
  - Abies procera Rehder - abete nobile
  - Abies recurvata Mast. - abete di Min
  - Abies religiosa (Kunth) Schltdl. & Cham. - abete sacro
  - Abies sachalinensis (F.Schmidt) Mast. - abete di Sakhalin
  - Abies sibirica Ledeb. - abete siberiano
  - Abies spectabilis (D.Don) Mirb. - abete dell'Himalaya orientale
  - Abies squamata Mast. - abete fioccato
  - Abies veitchii Lindl. - abete di Veitch
  - Abies vejarii Martínez - abete di Vejar
  - Abies yuanbaoshanensis Y.J.Lu & L.K.Fu - abete dell'Yuanbaoshan
  - Abies ziyuanensis L.K.Fu & S.L.Mo - abete dello Ziyuan
- Cathaya
  - Cathaya agrhophilla Chun & Kuang
- Cedrus
  - Cedrus atlantica (Endl.) Manetti ex Carrière - cedro dell'Atlante
  - Cedrus libani A.Rich. - cedro del Libano
  - Cedrus deodara (Roxb. ex D.Don) G.Don - cedro dell'Himalaya
- Keteleeria
  - Keteleeria davidiana (C.E.Bertrand) Beissn.
  - Keteleeria evelyniana Mast.
  - Keteleeria fortunei (A.Murray bis) Carrière
- Larix
  - Larix czekanowskii Szafer
  - Larix decidua Mill. - larice comune
  - Larix gmelinii (Rupr.) Kuzen.
  - Larix griffithii Hook.f.
  - Larix kaempferi (Lamb.) Carrière - larice del Giappone
  - Larix laricina (Du Roi) K.Koch
  - Larix lyallii Parl. - larice alpino
  - Larix mastersiana Rehder & E.H.Wilson
  - Larix occidentalis Nutt. - larice occidentale
  - Larix potaninii Batalin
  - Larix sibirica Ledeb. - larice siberiano
- Nothotsuga
  - Nothotsuga longibracerata(W.C.Cheng) H.H.Hu ex C.N.Page
- Picea
  - Picea abies (L.) H.Karst. - abete rosso o peccio comune
  - Picea × albertiana S.Br. - peccio bianco occidentale
  - Picea alcoquiana (H.J.Veitch ex Lindl.) Carrière
  - Picea asperata Mast.
  - Picea aurantiaca Mast.
  - Picea austropanlanica Silba
  - Picea brachytyla (Franch.) E.Pritz.
  - Picea breweriana S.Watson
  - Picea chihuahuana Martínez
  - Picea crassifolia Kom.
  - Picea engelmannii Parry ex Engelm.
  - Picea farreri C.N.Page & Rushforth
  - Picea × fennica (Regel) Kom. - peccio finlandese
  - Picea glehnii (F.Schmidt) Mast.
  - Picea jezoensis (Siebold & Zucc.) Carrière
  - Picea koraiensis Nakai
  - Picea koyamae Shiras.
  - Picea laxa (Münchh.) Sarg. - peccio bianco
  - Picea likiangensis (Franch.) E.Pritz.
  - Picea linzhiensis (W.C.Cheng & L.K.Fu) Rushforth
  - Picea × lutzii Little
  - Picea mariana (Mill.) Britton, Sterns & Poggenb.
  - Picea martinezii T.F.Patt.
  - Picea maximowiczii Regel ex Mast.
  - Picea meyeri Rehder & E.H.Wilson
  - Picea morrisonicola Hayata
  - Picea neoveitchii Mast.
  - Picea × notha Rehder
  - Picea obovata Ledeb.
  - Picea omorika (Pancic) Purk. - peccio di Serbia
  - Picea orientalis (L.) Peterm.
  - Picea polita (Siebold & Zucc.) Carrière
  - Picea pungens Engelm. - peccio del Colorado
  - Picea purpurea Mast.
  - Picea retroflexa Mast.
  - Picea rubens Sarg. - peccio rosso
  - Picea schrenkiana Fisch. & C.A.Mey.
  - Picea sitchensis (Bong.) Carrière - peccio di Sitka
  - Picea smithiana (Wall.) Boiss.
  - Picea spinulosa (Griff.) A.Henry
  - Picea wilsonii Mast.
- Pinus
  - Pinus albicaulis Engelm. - pino dalla corteccia bianca
  - Pinus amamiana Koidz. -
  - Pinus aristata Engelm.- pino dai coni setolosi delle montagne Rocciose / pino dai coni setolosi del Colorado
  - Pinus arizonica Engelm. -
  - Pinus armandii Franch. - pino di Armand
  - Pinus attenuata Lemmon -
  - Pinus ayacahuite Ehrenb. ex Schltdl. - pino bianco messicano
  - Pinus balfouriana Balf. - pino coda di volpe
  - Pinus banksiana Lamb. - pino di Banks
  - Pinus bhutanica Grierson, D.G.Long & C.N.Page -
  - Pinus brutia Ten. - pino calabro / pino calabrese
  - Pinus bungeana Zucc. ex Endl. -
  - Pinus canariensis C.Sm. - pino delle Canarie
  - Pinus caribea Morelet -
  - Pinus cembra L. - pino cembro o cirmolo
  - Pinus cembroides Zucc. -
  - Pinus clausa (Chapm. ex Engelm.) Vasey ex Sarg. -
  - Pinus contorta Douglas ex Loudon - pino contorto / pino di Lodgepole / pino da carpenteria
  - Pinus coulteri D.Don - pino di Coulter
  - Pinus cubensis Griseb. -
  - Pinus culminicola Andresen & Beaman -
  - Pinus dahurica (Turcz.) Ledeb. -
  - Pinus dalatensis Ferré -
  - Pinus densata Mast. -
  - Pinus densiflora Siebold & Zucc. -
  - Pinus devoniana Lindl. -
  - Pinus douglasiana Martínez -
  - Pinus durangensis Martínez -
  - Pinus echinata Mill. -
  - Pinus edulis Engelm. - pino del Colorado
  - Pinus elliottii Engelm. - pino della Florida del sud
  - Pinus engelmannii Carrière -
  - Pinus eremitana Businský -
  - Pinus fenzeliana Hand.-Mazz. -
  - Pinus flexilis E.James -
  - Pinus fragilissima Businský -
  - Pinus gerardiana Wall. ex D.Don -
  - Pinus glabra Walter -
  - Pinus greggii Engelm. ex Parl. -
  - Pinus hakkodensis Makino -
  - Pinus halepensis Mill. - pino d'Aleppo / pino di Aleppo / pino di Gerusalemme
  - Pinus hartwegii Lindl. -
  - Pinus heldreichii H.Christ - pino loricato
  - Pinus henryi Mast. -
  - Pinus herrerae Martínez -
  - Pinus hwangshanensis W.Y.Hsia -
  - Pinus jaliscana Pérez de la Rosa -
  - Pinus jeffreyi A.Murray -
  - Pinus kesiya Royle ex Gordon -
  - Pinus koraiensis Siebold & Zucc. - pino di Corea
  - Pinus krempfii Lecomte -
  - Pinus lambertiana Douglas -
  - Pinus latteri Mason -
  - Pinus lawsonii Roezl ex Gordon -
  - Pinus leiophylla Schiede ex Schltdl. & Cham. -
  - Pinus longaeva D.K.Bailey - pino setoloso dell'ovest
  - Pinus luchuensis Mayr -
  - Pinus lumholtzii B.L.Rob. & Fernald -
  - Pinus luzmariae Pérez de la Rosa -
  - Pinus massoniana Lamb. - pino rosso cinese / pino massone
  - Pinus maximartinezii Rzed. -
  - Pinus maximinoi H.E.Moore -
  - Pinus merkusii Jungh. & de Vriese - pino di Sumatra / pino di Merkus
  - Pinus monophylla Torr. & Frém. -
  - Pinus montezumae Lamb. -
  - Pinus monticola Douglas ex D.Don - pino bianco occidentale / pino argentato
  - Pinus morrisonicola Hayata -
  - Pinus mugo Turra - pino mugo
  - Pinus muricata D.Don -
  - Pinus nelsonii Shaw-
  - Pinus nigra J.F.Arnold- pino nero o pino austriaco
  - Pinus occidentalis Sw. -
  - Pinus oocarpa Schiede -
  - Pinus orthophylla Businský -
  - Pinus pallasiana D. Don -
  - Pinus palustris Mill. - pino giallo / pino palustre / pino pece / pino grasso
  - Pinus parviflora Siebold & Zucc. -
  - Pinus patula Schiede ex Schltdl. & Cham. - pino jelecote
  - Pinus peuce Griseb. - pino macedone
  - Pinus pinaster Aiton - pino marittimo / pinastro / pino chiappino / pino da fastelli
  - Pinus pinceana Gordon -
  - Pinus pinea L. - pino domestico / pino da pinoli / pino a ombrello
  - Pinus ponderosa Douglas ex C.Lawson - pino ponderoso / pino giallo occidentale
  - Pinus praetermissa Styles & McVaugh -
  - Pinus pringlei Shaw -
  - Pinus pseudostrobus Lindl. -
  - Pinus pumila (Pall.) Regel -
  - Pinus pungens Lamb. -
  - Pinus quadrifolia Parl. ex Sudw. -
  - Pinus radiata D.Don -  pino insigne / pino di Monterrey
  - Pinus remota (Little) D.K.Bailey & Hawksw. -
  - Pinus resinosa Aiton -
  - Pinus rigida Mill. -  pino rigido
  - Pinus roxburghii Sarg. -  pino dell'Himalaya
  - Pinus rzedowskii Madrigal & M.Caball. -
  - Pinus sabiniana Douglas -
  - Pinus serotina Michx. -
  - Pinus sibirica Du Tour - pino siberiano
  - Pinus squamata X.W.Li -
  - Pinus strobiformis Engelm. -
  - Pinus strobus L. - pino strobo / pino di Weymouth / pino bianco / pino bianco canadese
  - Pinus stylesii Frankis ex Businský -
  - Pinus sylvestris L. - pino silvestre / pino comune / pino di Scozia / pino di Riga / pino di Norvegia
  - Pinus tabuliformis Carrière - pino di Manciuria / pino cinese
  - Pinus taeda L. -
  - Pinus taiwanensis Hayata -
  - Pinus tecunumanii F.Schwerdtf. ex Eguiluz & J.P.Perry -
  - Pinus teocote Schied. ex Schltdl. & Cham. -
  - Pinus thunbergii Parl. - pino nero giapponese
  - Pinus torreyana Parry ex Carrière -
  - Pinus tropicalis Morelet -
  - Pinus virginiana Mill. -
  - Pinus wallichiana A.B.Jacks. - pino dell'Himalaya / pino di Wallich
  - Pinus wangii Hu & W.C.Cheng -
  - Pinus yunnanensis Franch. - pino di Birmania / pino yunnan
- Pseudolarix
  - Pseudolarix amabilis (J.Nelson) Rehder - falso larice
- Pseudotsuga
  - Pseudotsuga japonica (Shiras.) Beissn.
  - Pseudotsuga macrocarpa (Vasey) Mayr
  - Pseudotsuga menziesii (Mirb.) Franco - abete di Douglas
  - Pseudotsuga sinensis Dode
- Tsuga
  - Tsuga canadensis (L.) Carrière - tsuga orientale
  - Tsuga caroliniana Engelm.
  - Tsuga chinensis (Franch.) Pritz.
  - Tsuga diversifolia (Maxim.) Mast.
  - Tsuga dumosa (D.Don) Eichler
  - Tsuga forrestii Downie
  - Tsuga heterophylla (Raf.) Sarg. - tsuga occidentale
  - Tsuga mertensiana (Bong.) Carrière
  - Tsuga sieboldii Carrière